# Stekla i beton
Stekla i beton (em russo:  Стёкла и бетон, em português:  Vidro e Concreto, também conhecido como em russo:  Паранойя, em português:  Paranóia) é o álbum solo de estréia do rock cantor russo Nikolai Noskov.

## Faixas
1. Паранойя (Paranóia)
2. Стёкла и бетон (Vidro e Concreto)
3. Я тебя прошу (Peço-lhe)
4. Белая ночь (Noite branca)
5. Снег (Neve)
6. Узнать тебя (Verifique se o seu)
7. Примадонна (Primadonna)
8. Счастливей сна (Dormir mais feliz)
9. Я – Твой DJ (Eu sou seu DJ)
10. Как прекрасен мир (Que mundo maravilhoso)